# Amenemnesut
Amenemnesut (... – 1039 a.C.) è stato un faraone della XXI dinastia egizia.

## L'identificazione
La reale identità di questo personaggio è stata per lungo tempo un enigma. L'unico riferimento era la lista di Manetone (secondo Africano) che come terzo sovrano della dinastia nominava un Nephercherēs con una durata di regno di quattro anni: era chiaro che doveva trattarsi della traslitterazione greca del nome Neferkara, ma per il periodo indicato non era noto alcun sovrano con questo nome.
Il mistero venne svelato nel 1940, quando l'egittologo Pierre Montet scoprì la tomba tanita di Psusennes I. All'interno di essa, tra i vari reperti vennero ritrovate anche due guaine d'oro che dovevano essere poste sulle estremità di un arco. Su di questi i cartigli del titolare della tomba erano associati a quelli di Neferkara-hekauaset Amenemnesut-meriamon che fu così finalmente identificato col Nephercherēs manetoniano.

## Biografia
Del regno di Amenemnesut non si sa nulla. In genere si accetta la durata di quattro anni indicata da Manetone, mentre l'ordine cronologico da lui riportato (che lo poneva tra Psusennes I ed Amenemope) si è rivelato erroneo; su un rilievo un ignoto sacerdote della XXII dinastia afferma che un suo antenato di 15 generazioni precedenti visse ai tempi di Amenemnesut mentre un altro antenato della generazione successiva visse sotto Psusennes I, invertendo di fatto l'ordine di questi due sovrani.
Amenemnesut fu quindi il successore di Smendes I e secondo alcuni autori ne sarebbe stato il figlio, mentre secondo altri i genitori sarebbero da identificare nel Primo Profeta di Amon Herihor e nella sua sposa Nodjmet.
Spesso viene citata una coreggenza tra Amenemnesut e Psusennes I, ma si tratta di un'ipotesi basata fondamentalmente sull'associazione dei loro cartigli sugli oggetti aurei prima citati. In caso affermativo, tale coreggenza dovette terminare con la morte di Amenemnesut, che avrebbe quindi permesso a Psusennes I di regnare da solo.
Nulla si sa dei rapporti tra Amenemnesut e Tebe, dove proprio in quegli anni il sacerdote Menkheperra divenne Primo Profeta di Amon. In ogni caso è da rilevare la presenza nel nome dell'epiteto Hekauaset ("Signore di Tebe") in una fase storica in cui è abbastanza certo che la maggior parte dell'Alto Egitto, compresa appunto Tebe, fosse sotto il governo della dinastia dei Primi Profeti di Amon.

## Titolatura
| G5 |

| G5 |

|       |
| \| \| |
|       |
|       |

|  |

|       |
| \| \| |
|       |
|       |

|  |

| G16 |

| G16 |

|  |

| G8 |

| G8 |

|  |

| M23 · X1 | L2 · X1 |

| M23 · X1 | L2 · X1 |

| N5 | nfr | D28 | S38 | R19 |

| N5 | nfr | D28 | S38 | R19 |

| N5 | nfr | D28 | S38 | R19 |

| N5 | nfr | D28 | S38 | R19 |

| N5 | nfr | D28 | S38 | R19 |

| N5 | nfr | D28 | S38 | R19 |

| N5 | nfr | D28 | S38 | R19 |

| N5 | nfr | D28 | S38 | R19 |

| G39 | N5 |

| G39 | N5 |

| i | mn · n | m | M23 |

| i | mn · n | m | M23 |

| i | mn · n | m | M23 |

| i | mn · n | m | M23 |

| i | mn · n | m | M23 |

| i | mn · n | m | M23 |

| i | mn · n | m | M23 |

| i | mn · n | m | M23 |